# Kamil Glik
Kamil Jacek Glik (* 3. Februar 1988 in Jastrzębie-Zdrój) ist ein polnischer Fußballspieler. Er spielt für den KS Cracovia und die polnische Nationalmannschaft.

## Vorfahren
Glik hat als Enkel eines in die Wehrmacht eingezogenen oberschlesischen Großvaters auch die deutsche Staatsangehörigkeit. Im deutschen Pass wird sein Nachname Glück geschrieben.

## Karriere

### Verein
Kamil Glik begann mit acht Jahren bei MOSiR Jastrzębie mit dem Fußballspielen und war anschließend fünf Jahre in der Jugendabteilung von WSP Wodzisław Śląski aktiv.
Der 1,90 m große Innenverteidiger, der unter anderem bei Real Madrid ausgebildet wurde, begann seine Profikarriere bei Piast Gliwice in der polnischen Ekstraklasa. Am 7. Juli 2010 unterschrieb er einen Fünfjahresvertrag in der italienischen Serie A bei US Palermo. Allerdings bestritt er für Palermo kein Ligaspiel und wurde bis zum Saisonende an den Ligakonkurrenten SSC Bari ausgeliehen, bei dem er Stammspieler war. Nach seiner Rückkehr wurde er an den Zweitligisten FC Turin verkauft. Mit den Turinern stieg er in die Serie A auf und wurde auch zum Kapitän der Mannschaft ernannt. Insgesamt bestritt er 154 Ligaspiele für den FC Turin und schoss zwölf Tore. 
Zur Saison 2016/17 wechselte Glik zur AS Monaco. Er erhielt einen Vierjahresvertrag.
Im August 2020 wechselte Glik ablösefrei zu Benevento Calcio.

### Nationalmannschaft
Am 20. Januar 2010 debütierte Glik im Freundschaftsspiel gegen Thailand (3:1) in der polnischen A-Nationalmannschaft; er stand in der Anfangsformation und erzielte in der 43. Minute den Treffer zur 1:0-Führung. Polen war als Co-Gastgeber der EM 2012 direkt für das Turnier qualifiziert. In der Vorbereitung auf die EM kam er zu sechs Einsätzen; er wurde jedoch nicht in den Turnierkader nominiert.
In der Qualifikation zur WM 2014 in Brasilien kam Glik zu acht Einsätzen; die Qualifikation verfehlte die Mannschaft als Gruppenvierter.
Die Qualifikation für die EM 2016 in Frankreich bestritt er als Stammspieler in der Innenverteidigung; in zwei Freundschaftsspielen vor der EM war er zeitweise Mannschaftskapitän. Er stand im polnischen Kader für die EM und gehörte bei allen fünf Spielen zur Stammelf. Er war einer der Spieler, die alle Partien über die volle Spielzeit bestritten. In den K.-o.-Spielen gegen die Schweiz und gegen Portugal trat er jeweils im Elfmeterschießen an und verwandelte.
Bei der Weltmeisterschaft 2018 in Russland gehörte er zum polnischen Aufgebot. Er wurde in zwei Gruppenspielen eingesetzt und schied mit der Mannschaft nach der Gruppenphase aus.
Zur Europameisterschaft 2021 wurde er in den polnischen Kader berufen, kam aber mit diesem nicht über die Gruppenphase hinaus.

## Erfolge
AS Monaco
- Französischer Meister: 2016/17